# 管理武備院事務大臣
管理武備院事務大臣，或稱兼管武備院事務大臣、武備院兼管事務大臣、武備院總理大臣，為清朝掌管武備院事務之職官，員額不定，由皇帝於王公大臣內特簡兼充。

## 建置
順治十八年（1661年）裁撤十三衙門，設立武備院，以職掌事務侍衛總管事務。雍正六年（1728年），定職掌事務侍衛視同三品京卿。乾隆十四年（1749年），將職掌事務侍衛改為武備院卿2人，仍另簡派大臣1人管理，即管理武備院事務大臣，後改為無定員。大臣管轄武備院卿以下堂郎中、堂主事、委署主事、筆帖式、四庫員外郎、庫掌等官。